# درخت کبوتری
داویدیا(نام علمی: Davidia involucrata) نام یک گونه از تیره زغال‌اخته‌ایان است.

## نگارخانه

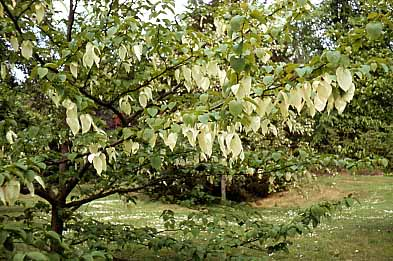
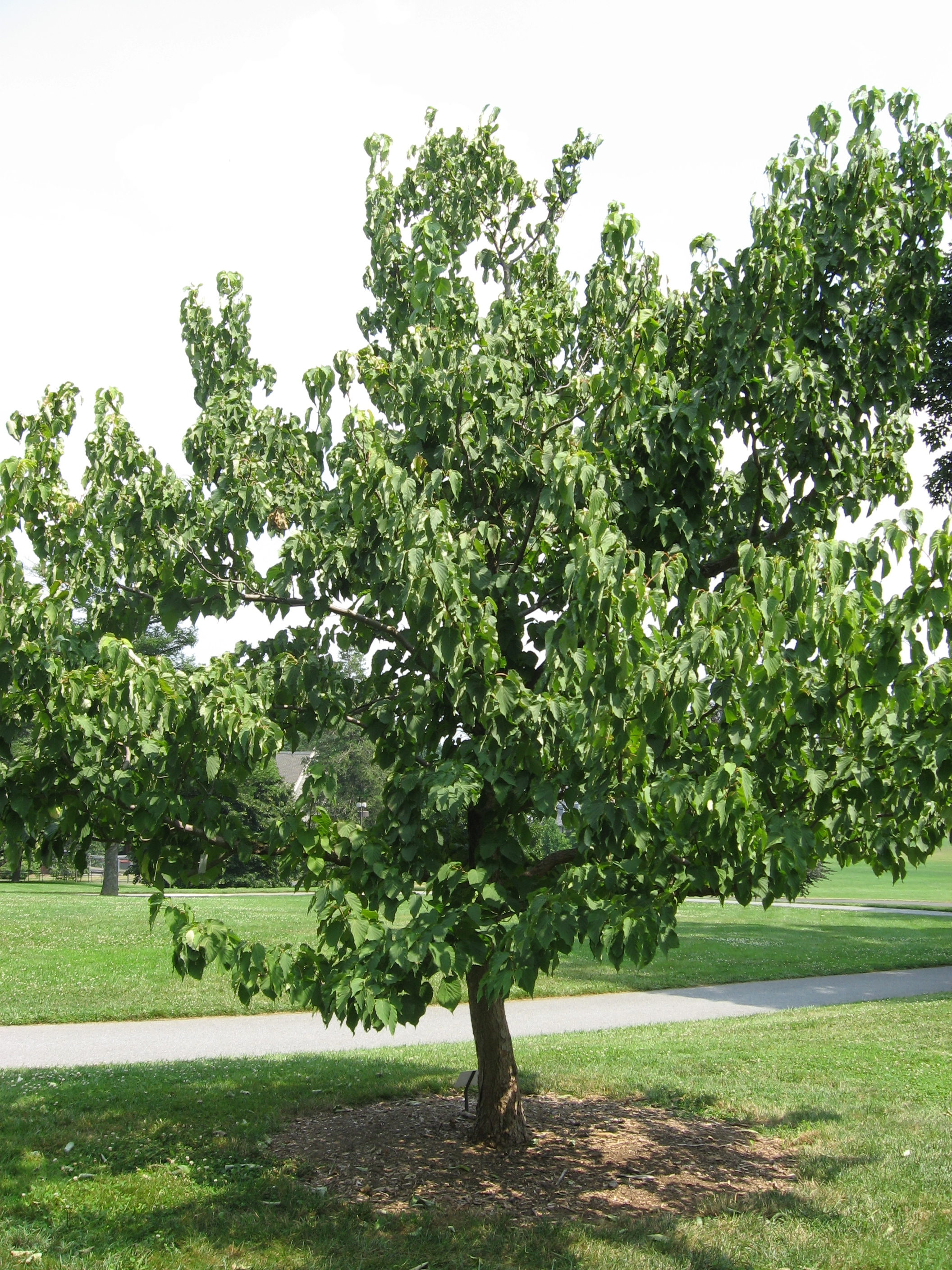
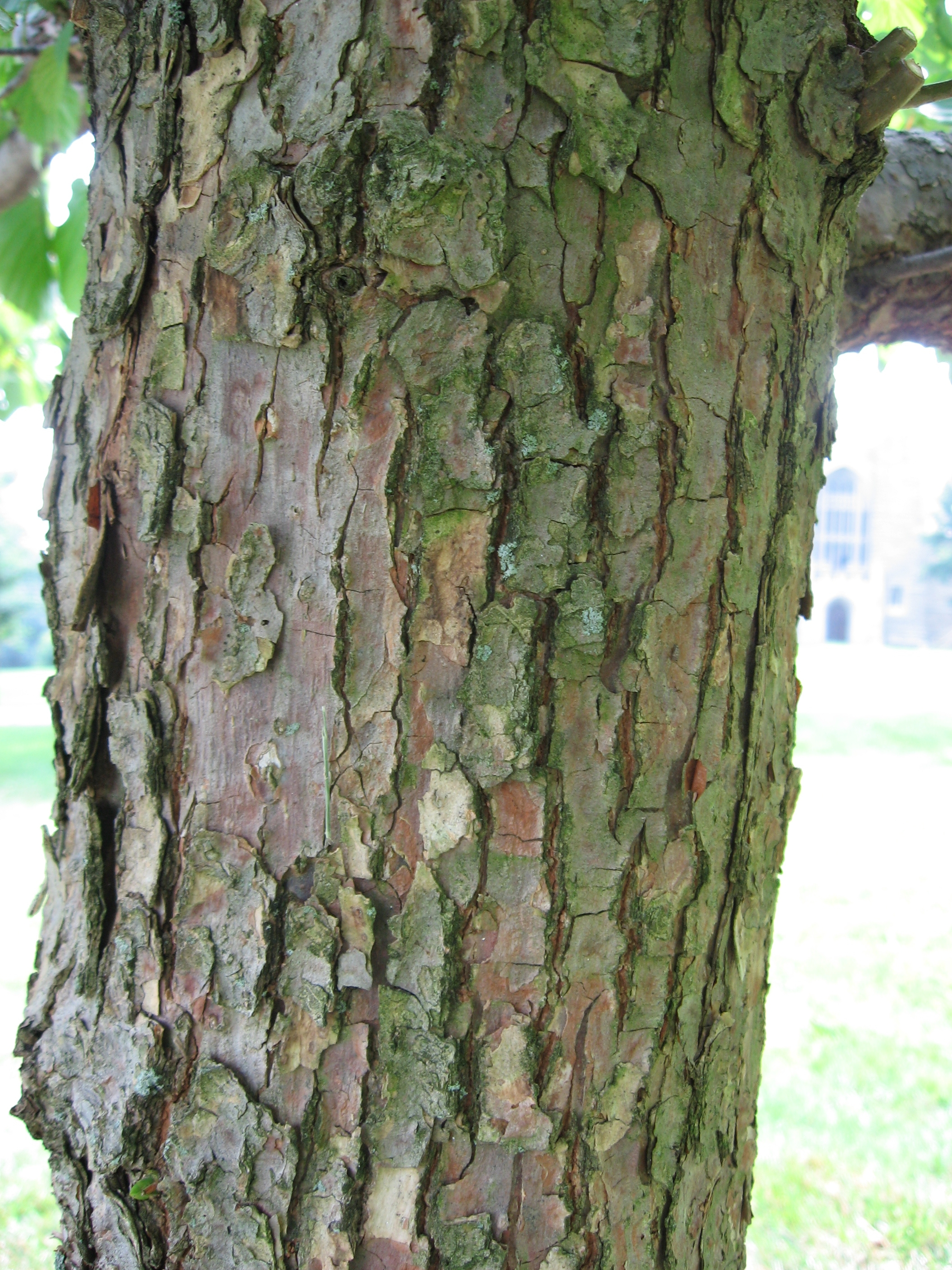
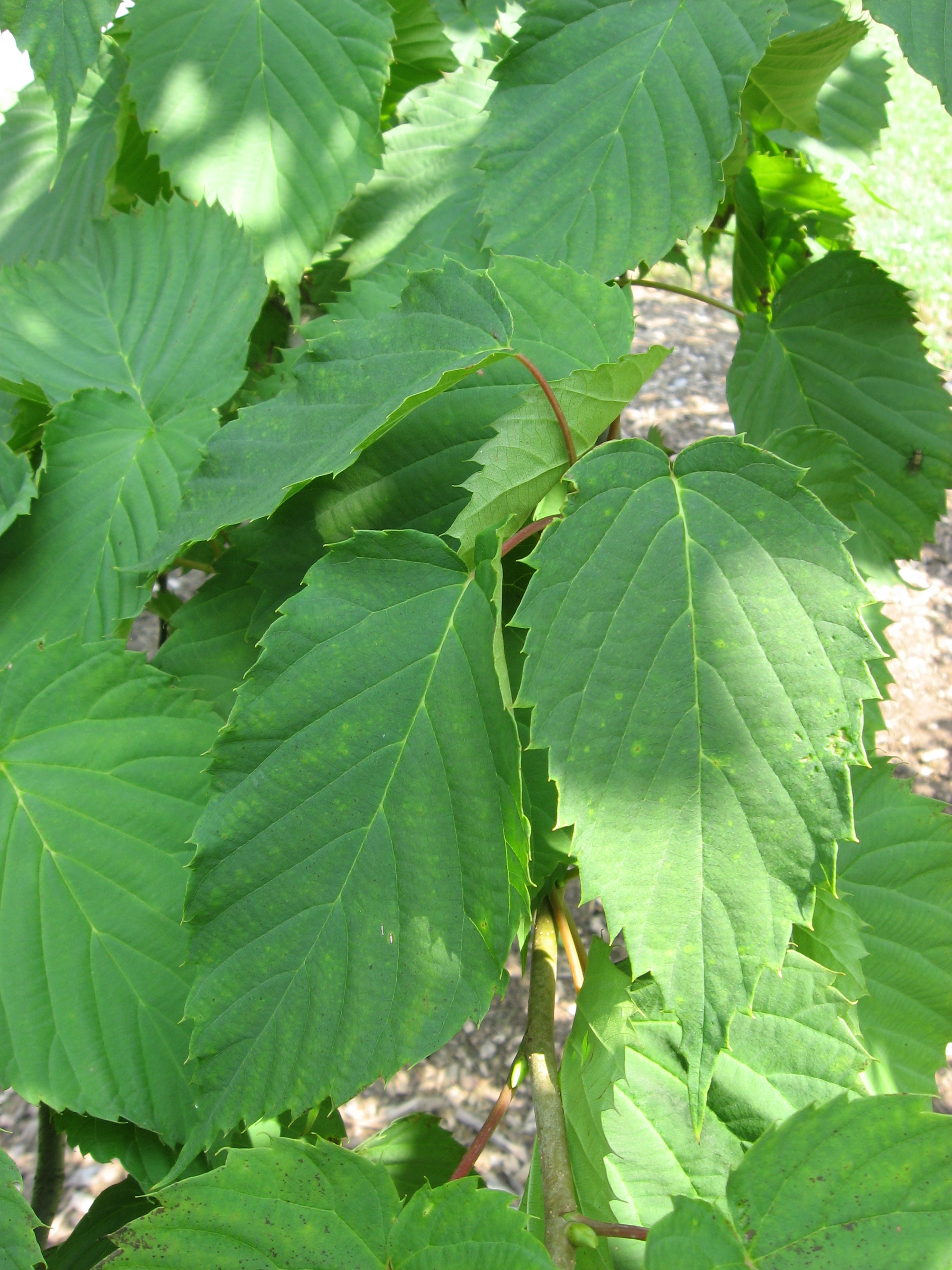